# Каріобангі Шаркс
Футбольний клуб «Каріобангі Шаркс» або просто «Каріобангі Шаркс» (англ. Football Club Kariobangi Sharks) — професіональний кенійський футбольний клуб з Каріобангі, передмістя Найробі.

## Історія
Команду засновано 2000 року в Каріобангі, передмісті Найробі, який вважався гарячою точкою злочинності в столиці, тому створення клубу повинно було допомогти молоді уникнути кримінального шляху. Першими гравцями стали молоді прихожани католицької церкви Святої Трійці, які грали між собою у вільний від роботи час на баскетбольному майданчику з цегляним покриттям. На початку своєї історії команда не мала ні тренера, ні капітана, грала старими зношеними м'ячами. Першим власником та тренером команди став бізнесмен Нік Мвендва, який за власний кошт придбав 3 нові футбольні м'ячі в столичному спортивному магазині, також він тренував команду у свої вихідні дні. Мвендва назвав команду «Каріобангі Шаркс», поступово подвоївши кількість гравців у команді. Більшість хлопців грали босоніж (через відсутність коштів на спортивне взуття) або в старих зношених бутсах. Через відсутність маніжок, на тренуваннях половина команди грала без футболок. 
У лютому 2001 року Нік Мвендва зареєстрував клуб у Федерації футболу Кенії, завдяки чому «Акули» змогли стартувати у Провінційній лізі Найробі. Маючи невеликі заощадження від роботи, Мвендва власноруч возив команду на матчі чемпіонату. Коли ж у Ніка не вистачало коштів, то проїзд в один бік оплачував Нік, а в інший — усі гравці команди. У 2011 році клуб здобув путівку до новоствореного Дивізіону 1, а в 2013 році приєднався до новоствореної Національної суперліги Кенії.
В останньому матчі Суперліги 2015/16 «Каріобангі Шаркс» обіграв «Нзоя Юнайтед» та виборов путівку до Прем'єр-ліги. Єдиний гол Патілли Омотто, вихованця клубу та її капітана, забезпечив «Шаркс» участь у Прем'єр-лізі 2017 року. У 2017 році команда вперше у власній історії вийшла до фіналу Кубку Кенії, де поступився «АФК Леопардс». Тим не менше дебют виявився вдалим, оскільки «Каріобангі» фінішували на 3-у місці в чемпіонаті. Масуд Джума, нападник «Акул», з 17-а голами став найкращим бомбардиром Прем'єр-ліги, а Джон Оємба (з 16-а «сухими матчами») — найкращим воротарем чемпіонату.
У 2018 році команда виграла свій перший великий трофей, Кубок президента Кенії. У фінальному поєдинку «Акули» завдяки дублю угандійця Джорджа Абеге та голу Сіднея Локале обіграли «Софапаку» (3:2). Того ж року найціннішим гравцем чемпіонату визнали Еріка Капайто. Нападник став найкращим бомбардиром чемпіонату, став переможцем у номінації Новачок року та срібним призером у номінації Fair Play, оскільки його жодного разу не видаляли з футбольного поля. У Прем'єр-лізі «Карібобангі» фінішували на 6-у місці.
У сезоні 2018/19 років команда вперше грала в кваліфікації Кубку конфедерації КАФ. У першому раунді кенійці обіграли «Арта Солар» з Джибуті, а в другому раунді поступилися «Асанте Котоко» з Гани. «Каріобангі» втретє поспіль вийшов до фіналу національного кубку, проте цього разу поступився в ньому (1:3) «Бандарі». У Прем'єр-лізі команда фінішувала на 8-й позиції.

## Досягнення
- Прем'єр-ліга Кенії
  -  Бронзовий призер (1): 2017

- Кубок президента Кенії
  -  Володар (1): 2018
  -  Фіналіст (2): 2017, 2019

- Суперкубок Кенії
  -  Володар (1): 2019

## Статистика виступів на континентальних турнірах
| Сезон   | Турнір                 | Раунд      | Клуб            | Вдома | На виїзді | Загальний |
| ------- | ---------------------- | ---------- | --------------- | ----- | --------- | --------- |
| 2018/19 | Кубок конфедерації КАФ | Попередній | «Арта/Солар7»   | 6-1   | 3-0       | 9-1       |
| 2018/19 | Кубок конфедерації КАФ | 1          | «Асанте Котоко» | 0-0   | 1-2       | 1-2       |

## Логотип та клубні кольори

Логотип клубу в 2000-2016

### Логотип
Клуб протягом своєї історії мав два різні дизайни логотипу. У 2000 році, коли клуб був утворений, логотип складався з простого зображення акули з текстом. Клубний логотип дещо видозмінили в 2016 році після виходу до Прем'єр-ліги, щоб він відповідав клубним кольорам.

### Клубні кольори
Жовтий та зелений — кольори, які символізували клуб протягом усієї історії. Домашній комплект форми повністю зелений, а виїзний — жовтий. Акули також мають третій комплект, повністю білий.

## Стадіони
Тренувальне поле клубу належить Коледжу Уталії, з яким клуб має домовленість про його використання для тренувань, у той час як власна інфраструктура проходить процес модернізації. У власності клубу перебувають стадіони «Кеніятта», «Мачакос» та «Нарок», де проводяться поєдинки чемпіонату.

## Резервна та молодіжні команди
Налагоджена система академії може стати запорукою довгострокового успіху клубу, оскільки може забезпечити стабільність команди, а також фінансові вигоди. У клубі функціонують команди U-12, U-16 та U-20. Зокрема всі щаблі академії пройшов гравець збірної Кенії та капітан «Каріобангі Шаркс» Патілла Омотто.
Команда U-20 змагається у Прем'єр-лізі Кенії U-20 та Chapadimba, що є ініціативою провідної телекомунікаційної компанії в Кенії, Сафаріком. Команда U-16 виступає в підокружній лізі Найробі.